# HD 23596
HD 23596 ist ein 165 Lichtjahre entfernter, sonnenähnlicher Stern im Sternbild Perseus. Er besitzt eine scheinbare Helligkeit von 7,3 mag und wird vom Exoplaneten-Kandidat HD 23596 b umrundet.

## Begleiter
Im Jahre 2002 entdeckten Perrier et al. mit Hilfe der Radialgeschwindigkeitsmethode einen potentiellen extrasolaren Planeten, der diesen Stern mit einer Umlaufperiode von etwa 1565 Tagen umkreist. Die Umlaufbahn des Objekts weist eine große Halbachse von ca. 2,8 Astronomischen Einheiten auf und eine Exzentrizität von 0,29.